# Lissocreagris nickajackensis
Espèce
Synonymes
- Microcreagris nickajackensis Muchmore, 1966

Lissocreagris nickajackensis est une espèce de pseudoscorpions de la famille des Neobisiidae.

## Distribution
Cette espèce est endémique du Tennessee aux États-Unis. Elle se rencontre dans le comté de Marion dans la grotte Nickajack Cave.

## Description
Le mâle holotype mesure 3,44 mm.

## Systématique et taxinomie
Cette espèce a été décrite sous le protonyme Microcreagris nickajackensis par Muchmore en 1966. Elle est placée dans le genre Lissocreagris par Peck en 1989.

## Étymologie
Son nom d'espèce, composé de nickajack et du suffixe latin -ensis, « qui vit dans, qui habite », lui a été donné en référence au lieu de sa découverte, la grotte Nickajack Cave.

## Publication originale
- Muchmore, 1966 : A cavernicolous pseudoscorpion of the genus Microcreagris from southern Tennessee. Entomological News, vol. 77, p. 97-100 (texte original).